# Список астероїдів (3701—3800)
| Назва                               | Тимчасове позначення | Дата відкриття    | Місце відкриття                            | Відкривач                                              |
| ----------------------------------- | -------------------- | ----------------- | ------------------------------------------ | ------------------------------------------------------ |
| 3701 Пуркинє (Purkyne)              | 1985 DW              | 20 лютого 1985    | Обсерваторія Клеть                         | Антонін Мркос                                          |
| 3702 Трубецька (Trubetskaya)        | 1970 NB              | 3 липня 1970      | КрАО                                       | Черних Людмила Іванівна                                |
| 3703 Волконська (Volkonskaya)       | 1978 PU3             | 9 серпня 1978     | КрАО                                       | Черних Людмила Іванівна                                |
| 3704 Ґаошікі (Gaoshiqi)             | 1981 YX1             | 20 грудня 1981    | Обсерваторія Цзицзіньшань                  | Обсерваторія Червона Гора                              |
| 3705 Готельласилья (Hotellasilla)   | 1984 ET1             | 4 березня 1984    | Обсерваторія Ла-Сілья                      | Анрі Дебеонь                                           |
| 3706 Синнотт (Sinnott)              | 1984 SE3             | 28 вересня 1984   | Станція Андерсон-Меса                      | Браян Скіфф                                            |
| 3707 Шретер (Schroter)              | 1934 CC              | 5 лютого 1934     | Обсерваторія Гейдельберг-Кеніґштуль        | К. В. Райнмут                                          |
| 3708 1974 FV1                       | 1974 FV1             | 21 березня 1974   | Астрономічна станція Серро Ель Робле       | Обсерваторія Серро Ель Робле                           |
| 3709 Polypoites                     | 1985 TL3             | 14 жовтня 1985    | Паломарська обсерваторія                   | Керолін Шумейкер                                       |
| 3710 Богословський (Bogoslovskij)   | 1978 RD6             | 13 вересня 1978   | КрАО                                       | Черних Микола Степанович                               |
| 3711 Елленсбург (Ellensburg)        | 1983 QD              | 31 серпня 1983    | Паломарська обсерваторія                   | Джеймс Ґібсон                                          |
| 3712 Крафт (Kraft)                  | 1984 YC              | 22 грудня 1984    | Обсерваторія Лік                           | Е. Гарлан, А. Р. Клемола                               |
| 3713 Пітерс (Pieters)               | 1985 FA2             | 22 березня 1985   | Станція Андерсон-Меса                      | Едвард Бовелл                                          |
| 3714 Кенрассел (Kenrussell)         | 1983 TT1             | 12 жовтня 1983    | Станція Андерсон-Меса                      | Едвард Бовелл                                          |
| 3715 Штол (Stohl)                   | 1980 DS              | 19 лютого 1980    | Обсерваторія Клеть                         | Антонін Мркос                                          |
| 3716 Петцваль (Petzval)             | 1980 TG              | 2 жовтня 1980     | Обсерваторія Клеть                         | Антонін Мркос                                          |
| 3717 Торенія (Thorenia)             | 1964 CG              | 15 лютого 1964    | Обсерваторія Ґете Лінка                    | Університет Індіани                                    |
| 3718 Дунбар (Dunbar)                | 1978 VS10            | 7 листопада 1978  | Паломарська обсерваторія                   | Е. Гелін, Ш. Дж. Бас                                   |
| 3719 Карамзін (Karamzin)            | 1976 YO1             | 16 грудня 1976    | КрАО                                       | Черних Людмила Іванівна                                |
| 3720 Хоккайдо (Hokkaido)            | 1987 UR1             | 28 жовтня 1987    | Обсерваторія Кушіро                        | Сейджі Уеда, Хіроші Канеда                             |
| 3721 Відорн (Widorn)                | 1982 TU              | 13 жовтня 1982    | Станція Андерсон-Меса                      | Едвард Бовелл                                          |
| 3722 Урата (Urata)                  | 1927 UE              | 29 жовтня 1927    | Обсерваторія Гейдельберг-Кеніґштуль        | К. В. Райнмут                                          |
| 3723 Вознесенський (Voznesenskij)   | 1976 GK2             | 1 квітня 1976     | КрАО                                       | Черних Микола Степанович                               |
| 3724 Анненський (Annenskij)         | 1979 YN8             | 23 грудня 1979    | КрАО                                       | Журавльова Людмила Василівна                           |
| 3725 Вальсеккі (Valsecchi)          | 1981 EA11            | 1 березня 1981    | Обсерваторія Сайдинг-Спрінг                | Ш. Дж. Бас                                             |
| 3726 Джонадамс (Johnadams)          | 1981 LJ              | 4 червня 1981     | Станція Андерсон-Меса                      | Едвард Бовелл                                          |
| 3727 Максгель (Maxhell)             | 1981 PQ              | 7 серпня 1981     | Обсерваторія Клеть                         | Антонін Мркос                                          |
| 3728 IRAS                           | 1983 QF              | 23 серпня 1983    | IRAS                                       | IRAS                                                   |
| 3729 Янчжоу (Yangzhou)              | 1983 VP7             | 1 листопада 1983  | Обсерваторія Цзицзіньшань                  | Обсерваторія Червона Гора                              |
| 3730 Гурбан (Hurban)                | 1983 XM1             | 4 грудня 1983     | Обсерваторія Піскештето                    | Мілан Антал                                            |
| 3731 Хенкок (Hancock)               | 1984 DH1             | 20 лютого 1984    | Пертська обсерваторія                      | Пертська обсерваторія                                  |
| 3732 Вавра (Vavra)                  | 1984 SR1             | 27 вересня 1984   | Обсерваторія Клеть                         | Зденька Ваврова                                        |
| 3733 Йосітомо (Yoshitomo)           | 1985 AF              | 15 січня 1985     | Тойота                                     | Кендзо Судзукі, Такеші Урата                           |
| 3734 Валанд (Waland)                | 9527 P-L             | 17 жовтня 1960    | Паломарська обсерваторія                   | К. Й. ван Гаутен, І. ван Гаутен-Ґроневельд, Т. Герельс |
| 3735 Тршебонь (Trebon)              | 1983 XS              | 4 грудня 1983     | Обсерваторія Клеть                         | Зденька Ваврова                                        |
| 3736 Рокоске (Rokoske)              | 1987 SY3             | 26 вересня 1987   | Станція Андерсон-Меса                      | Едвард Бовелл                                          |
| 3737 Beckman                        | 1983 PA              | 8 серпня 1983     | Паломарська обсерваторія                   | Е. Гелін                                               |
| 3738 Отс (Ots)                      | 1977 QA1             | 19 серпня 1977    | КрАО                                       | Черних Микола Степанович                               |
| 3739 Рем (Rem)                      | 1977 RE2             | 8 вересня 1977    | КрАО                                       | Черних Микола Степанович                               |
| 3740 Манж (Menge)                   | 1981 EM              | 1 березня 1981    | Обсерваторія Ла-Сілья                      | Анрі Дебеонь, Джованні де Санктіс                      |
| 3741 Роджербернс (Rogerburns)       | 1981 EL19            | 2 березня 1981    | Обсерваторія Сайдинг-Спрінг                | Ш. Дж. Бас                                             |
| 3742 Саншайн (Sunshine)             | 1981 EQ27            | 2 березня 1981    | Обсерваторія Сайдинг-Спрінг                | Ш. Дж. Бас                                             |
| 3743 Паульянічек (Pauljaniczek)     | 1983 EW              | 10 березня 1983   | Станція Андерсон-Меса                      | Еван Барр                                              |
| 3744 Горн-д'Артуро (Horn-d'Arturo)  | 1983 VE              | 5 листопада 1983  | Обсерваторія Сан-Вітторе                   | Обсерваторія Сан-Вітторе                               |
| 3745 Петаєв (Petaev)                | 1949 SF              | 23 вересня 1949   | Обсерваторія Гейдельберг-Кеніґштуль        | К. В. Райнмут                                          |
| 3746 Хеюань (Heyuan)                | 1964 TC1             | 8 жовтня 1964     | Обсерваторія Цзицзіньшань                  | Обсерваторія Червона Гора                              |
| 3747 Бєлінський (Belinskij)         | 1975 VY5             | 5 листопада 1975  | КрАО                                       | Черних Людмила Іванівна                                |
| 3748 Татум (Tatum)                  | 1981 JQ              | 3 травня 1981     | Станція Андерсон-Меса                      | Едвард Бовелл                                          |
| 3749 Балам (Balam)                  | 1982 BG1             | 24 січня 1982     | Станція Андерсон-Меса                      | Едвард Бовелл                                          |
| 3750 Ілізаров (Ilizarov)            | 1982 TD1             | 14 жовтня 1982    | КрАО                                       | Карачкіна Людмила Георгіївна                           |
| 3751 Кіанг (Kiang)                  | 1983 NK              | 10 липня 1983     | Станція Андерсон-Меса                      | Едвард Бовелл                                          |
| 3752 Камілло (Camillo)              | 1985 PA              | 15 серпня 1985    | Коссоль                                    | Е. Гелін, Марія Баруччі                                |
| 3753 Круїтні (Cruithne)             | 1986 TO              | 10 жовтня 1986    | Обсерваторія Сайдинг-Спрінг                | Данкан Волдрон                                         |
| 3754 Кетлін (Kathleen)              | 1931 FM              | 16 березня 1931   | Ловеллівська обсерваторія                  | Клайд Томбо                                            |
| 3755 Лекуант (Lecointe)             | 1950 SJ              | 19 вересня 1950   | Королівська обсерваторія Бельгії           | Сильвен Арен                                           |
| 3756 Раскеннон (Ruscannon)          | 1979 MV6             | 25 червня 1979    | Обсерваторія Сайдинг-Спрінг                | Е. Гелін, Ш. Дж. Бас                                   |
| 3757 1982 XB                        | 1982 XB              | 14 грудня 1982    | Паломарська обсерваторія                   | Е. Гелін                                               |
| 3758 Карттунен (Karttunen)          | 1983 WP              | 28 листопада 1983 | Станція Андерсон-Меса                      | Едвард Бовелл                                          |
| 3759 Пііронен (Piironen)            | 1984 AP              | 8 січня 1984      | Станція Андерсон-Меса                      | Едвард Бовелл                                          |
| 3760 Поутанен (Poutanen)            | 1984 AQ              | 8 січня 1984      | Станція Андерсон-Меса                      | Едвард Бовелл                                          |
| 3761 Романська (Romanskaya)         | 1936 OH              | 25 липня 1936     | Сімеїз                                     | Григорій Неуймін                                       |
| 3762 Амаравелла (Amaravella)        | 1976 QN1             | 26 серпня 1976    | КрАО                                       | Микола Черних                                          |
| 3763 Цяньсюесень (Qianxuesen)       | 1980 TA6             | 14 жовтня 1980    | Обсерваторія Цзицзіньшань                  | Обсерваторія Червона Гора                              |
| 3764 Холмсакурт (Holmesacourt)      | 1980 TL15            | 10 жовтня 1980    | Пертська обсерваторія                      | Пертська обсерваторія                                  |
| 3765 Тексеро (Texereau)             | 1982 SU1             | 16 вересня 1982   | Коссоль                                    | Коїтіро Томіта                                         |
| 3766 Джунпаттерсан (Junepatterson)  | 1983 BF              | 16 січня 1983     | Станція Андерсон-Меса                      | Едвард Бовелл                                          |
| 3767 ДіМаджіо (DiMaggio)            | 1986 LC              | 3 червня 1986     | Паломарська обсерваторія                   | Е. Гелін                                               |
| 3768 Монро (Monroe)                 | 1937 RB              | 5 вересня 1937    | Республіканська обсерваторія Йоганнесбурга | Сиріл Джексон                                          |
| 3769 Артурміллер (Arthurmiller)     | 1967 UV              | 30 жовтня 1967    | Гамбурзька обсерваторія                    | Любош Когоутек, А. Кріте                               |
| 3770 Нізамі (Nizami)                | 1974 QT1             | 24 серпня 1974    | КрАО                                       | Черних Людмила Іванівна                                |
| 3771 Алєксєйтолстой (Alexejtolstoj) | 1974 SB3             | 20 вересня 1974   | КрАО                                       | Журавльова Людмила Василівна                           |
| 3772 Піаф (Piaf)                    | 1982 UR7             | 21 жовтня 1982    | КрАО                                       | Карачкіна Людмила Георгіївна                           |
| 3773 Смітсоніан (Smithsonian)       | 1984 YY              | 23 грудня 1984    | Гарвардська обсерваторія                   | Обсерваторія Ок-Ридж                                   |
| 3774 Меґумі (Megumi)                | 1987 YC              | 20 грудня 1987    | YGCO (станція Тійода)                      | Такуо Кодзіма                                          |
| 3775 Елленбет (Ellenbeth)           | 1931 TC4             | 6 жовтня 1931     | Ловеллівська обсерваторія                  | Клайд Томбо                                            |
| 3776 Вартіоворі (Vartiovuori)       | 1938 GG              | 5 квітня 1938     | Турку                                      | Гейккі Алікоскі                                        |
| 3777 МакКолі (McCauley)             | 1981 JD2             | 5 травня 1981     | Паломарська обсерваторія                   | Керолін Шумейкер                                       |
| 3778 Редже (Regge)                  | 1984 HK1             | 26 квітня 1984    | Обсерваторія Ла-Сілья                      | В. Феррері                                             |
| 3779 Кіффер (Kieffer)               | 1985 JV1             | 13 травня 1985    | Паломарська обсерваторія                   | Керолін Шумейкер                                       |
| 3780 Морі (Maury)                   | 1985 RL              | 14 вересня 1985   | Станція Андерсон-Меса                      | Едвард Бовелл                                          |
| 3781 Дюфек (Dufek)                  | 1986 RG1             | 2 вересня 1986    | Обсерваторія Клеть                         | Антонін Мркос                                          |
| 3782 Целле (Celle)                  | 1986 TE              | 3 жовтня 1986     | Обсерваторія Брорфельде                    | Поуль Єнсен                                            |
| 3783 Морріс (Morris)                | 1986 TW1             | 7 жовтня 1986     | Станція Андерсон-Меса                      | Едвард Бовелл                                          |
| 3784 Шопен (Chopin)                 | 1986 UL1             | 31 жовтня 1986    | Обсерваторія Верхнього Провансу            | Ерік Вальтер Ельст                                     |
| 3785 Кітамі (Kitami)                | 1986 WM              | 30 листопада 1986 | Обсерваторія Ґейсей                        | Тсутому Секі                                           |
| 3786 Ямада (Yamada)                 | 1988 AE              | 10 січня 1988     | YGCO (станція Тійода)                      | Такуо Кодзіма                                          |
| 3787 Айвазовський (Aivazovskij)     | 1977 RG7             | 11 вересня 1977   | КрАО                                       | Микола Черних                                          |
| 3788 Стийарт (Steyaert)             | 1986 QM3             | 29 серпня 1986    | Обсерваторія Ла-Сілья                      | Анрі Дебеонь                                           |
| 3789 Чжунго (Zhongguo)              | 1928 UF              | 25 жовтня 1928    | Вільямс Бей                                | Ючже Чжан                                              |
| 3790 Рейвілсон (Raywilson)          | 1937 UE              | 26 жовтня 1937    | Обсерваторія Гейдельберг-Кеніґштуль        | К. В. Райнмут                                          |
| 3791 Марці (Marci)                  | 1981 WV1             | 17 листопада 1981 | Обсерваторія Клеть                         | Антонін Мркос                                          |
| 3792 Престон (Preston)              | 1985 FA              | 22 березня 1985   | Паломарська обсерваторія                   | Керолін Шумейкер                                       |
| 3793 Leonteus                       | 1985 TE3             | 11 жовтня 1985    | Паломарська обсерваторія                   | Керолін Шумейкер                                       |
| 3794 Sthenelos                      | 1985 TF3             | 12 жовтня 1985    | Паломарська обсерваторія                   | Керолін Шумейкер                                       |
| 3795 Найджел (Nigel)                | 1986 GV1             | 8 квітня 1986     | Паломарська обсерваторія                   | Е. Гелін                                               |
| 3796 Лене (Lene)                    | 1986 XJ              | 6 грудня 1986     | Обсерваторія Брорфельде                    | Поуль Єнсен                                            |
| 3797 Чін-Сун Ю (Ching-Sung Yu)      | 1987 YL              | 22 грудня 1987    | Гарвардська обсерваторія                   | Обсерваторія Ок-Ридж                                   |
| 3798 де Яґер (de Jager)             | 2402 T-3             | 16 жовтня 1977    | Паломарська обсерваторія                   | К. Й. ван Гаутен, І. ван Гаутен-Ґроневельд, Т. Герельс |
| 3799 Новгород (Novgorod)            | 1979 SL9             | 22 вересня 1979   | КрАО                                       | Черних Микола Степанович                               |
| 3800 Karayusuf                      | 1984 AB              | 4 січня 1984      | Паломарська обсерваторія                   | Е. Гелін                                               |

| Астероїди 1—10000 → |           |           |           |           |           |           |           |           |            |
| 1—100               | 1001—1100 | 2001—2100 | 3001—3100 | 4001—4100 | 5001—5100 | 6001—6100 | 7001—7100 | 8001—8100 | 9001—9100  |
| 101—200             | 1101—1200 | 2101—2200 | 3101—3200 | 4101—4200 | 5101—5200 | 6101—6200 | 7101—7200 | 8101—8200 | 9101—9200  |
| 201—300             | 1201—1300 | 2201—2300 | 3201—3300 | 4201—4300 | 5201—5300 | 6201—6300 | 7201—7300 | 8201—8300 | 9201—9300  |
| 301—400             | 1301—1400 | 2301—2400 | 3301—3400 | 4301—4400 | 5301—5400 | 6301—6400 | 7301—7400 | 8301—8400 | 9301—9400  |
| 401—500             | 1401—1500 | 2401—2500 | 3401—3500 | 4401—4500 | 5401—5500 | 6401—6500 | 7401—7500 | 8401—8500 | 9401—9500  |
| 501—600             | 1501—1600 | 2501—2600 | 3501—3600 | 4501—4600 | 5501—5600 | 6501—6600 | 7501—7600 | 8501—8600 | 9501—9600  |
| 601—700             | 1601—1700 | 2601—2700 | 3601—3700 | 4601—4700 | 5601—5700 | 6601—6700 | 7601—7700 | 8601—8700 | 9601—9700  |
| 701—800             | 1701—1800 | 2701—2800 | 3701—3800 | 4701—4800 | 5701—5800 | 6701—6800 | 7701—7800 | 8701—8800 | 9701—9800  |
| 801—900             | 1801—1900 | 2801—2900 | 3801—3900 | 4801—4900 | 5801—5900 | 6801—6900 | 7801—7900 | 8801—8900 | 9801—9900  |
| 901—1000            | 1901—2000 | 2901—3000 | 3901—4000 | 4901—5000 | 5901—6000 | 6901—7000 | 7901—8000 | 8901—9000 | 9901—10000 |